# Скогхал
Скогхал (швед. Skoghall) град је у Шведској, у западном делу државе. Град је у оквиру Вермландског округа, где је четврто по величини и значају насеље. Скогхал је истовремено и седиште Општине Хамаро.

## Природни услови
Град Скогхал се налази у западном делу Шведске и средишњем делу Скандинавског полуострва. Од главног града државе, Стокхолма, град је удаљен 320 км западно.
Скогхал се развио на северној обали највећег шведског језера Ветерн, на полусотрву испред града Карлстада. Градско подручје равничарско, а надморска висина се креће 50-60 м.

## Историја
Скогхал је све до средине 20. века био мало насеље уз језеро Ветерн, да би почео расти са ширењем градског подручја Карлстада, чије је данас јужно предграђе.

## Становништво
Скогхал је данас град средње величине за шведске услове. Град има око 13.000 становника (податак из 2010. г.), а градско подручје, тј. истоимена општина има око 15.000 становника (податак из 2010. г.). Последњих деценија број становника у граду расте.
До средине 20. века Скогхал су насељавали искључиво етнички Швеђани. Међутим, са јачањем усељавања у Шведску, становништво града је постало шароликије, али опет мање него у случају већих градова у држави.

## Привреда
Данас је Скогхал савремени град са посебно развијеном индустријом (индустрија папира). Последње две деценије посебно се развијају трговина, услуге и туризам.

## Збирка слика
- Главно шеталиште
- Главна градска црква
- Фабрика папира, поглед са језера